# Antigo Livro de Tang
O Antigo Livro de Tang, ou simplesmente o Livro de Tang, é a primeira obra histórica clássica sobre a dinastia Tang, compreendendo 200 capítulos, e é uma das Vinte e Quatro Histórias. Originalmente compilado durante o período das Cinco Dinastias e Dez Reinos, foi substituído pelo "Novo Livro de Tang", que foi compilado na dinastia Song, mas mais tarde recuperou aceitação.
O editor creditado foi o primeiro-ministro Liu Xu, mas a maior parte (se não toda) do trabalho de edição foi realmente concluída por seu antecessor Zhao Ying. Os autores incluem Zhang Zhao, Jia Wei (賈緯), e Zhao Xi (趙熙).

## Estrutura
O Antigo Livro de Tang compreende 200 volumes. Os volumes 1–20 contêm as crônicas dos imperadores Tang. Twitchett observa que a cobertura ao longo do tempo nos anais é mais densa durante o início e o meio dos Tang, incluindo apenas informações muito esparsas nos Tang finais após 847.
Os volumes 21–50 contêm tratados, incluindo ritos, música, calendário, astronomia, cinco elementos, geografia, oficiais, carruagens e roupas, literatura, alimentos e mercadorias, e leis. A seção sobre ritos (volumes 21–27) é a mais longa e detalhada, mostrando a importância relativa atribuída aos assuntos cerimoniais. Esta seção inclui descrições do design de templos, sacrifícios e festivais. A seção sobre geografia (volumes 38–41) contém uma descrição da administração regional do império Tang em torno do ano 752. A seção sobre oficiais (volumes 42–44) contém uma descrição do sistema administrativo Tang. A seção sobre os cinco elementos (五行) contém uma descrição de terremotos, inundações e outros eventos naturais.
Os volumes 51–200 contêm conteúdo relacionado a biografias, incluindo imperatrizes e consortes (51–52), famílias imperiais e os povos que habitam as áreas próximas ao império Tang (194–200).

## História
A compilação do livro começou quando o imperador fundador da Later Jin, Shi Jingtang, ordenou sua compilação em 941. O editor-chefe original era Zhao Ying, que também era chanceler na época. No entanto, no momento de sua conclusão, Liu Xu se tornara chanceler e assumira o trabalho de organização; como resultado, ele foi creditado como editor-chefe quando o trabalho foi apresentado em 945 ao Imperador Chu de Jin.
Sendo uma obra compilada relativamente rapidamente da história oficial, o Antigo Livro de Tang foi uma compilação de anais anteriores, agora perdidos; ele também incorpora outros monografias e biografias, utilizando como fontes (por exemplo) o Tongdian de Du You. Essas fontes eram frequentemente copiadas diretamente de registros e histórias anteriores, e o resultado seria severamente criticado durante a Dinastia Song do Norte; Imperador Renzong da Canção, por exemplo, chamou o livro de "mal organizado, sobrecarregado com detalhes sem importância, carente de estilo e mal pesquisado". Esses erros incluíam até mesmo biografias duplicadas de personagens.
Devido a essas críticas, em 1044 uma nova história da dinastia Tang foi encomendada; com Ouyang Xiu e Song Qi como editores, o Novo Livro de Tang foi então produzido. Após a apresentação do Novo Livro, o Antigo Livro de Tang original saiu de circulação, e ao longo dos séculos ele se tornou muito raro. Foi durante a Dinastia Ming que as cópias restantes foram reunidas e o livro foi novamente publicado, eventualmente se tornando canonizado como um dos Vinte e Quatro Histórias.